# ستيوارت وايز
ستيوارت وايز (بالإنجليزية: Stuart Wise)‏ (4 أبريل 1984 بميدلزبرة في المملكة المتحدة - ) هو لاعب كرة قدم بريطاني في مركز الدفاع. لعب مع نادي يورك سيتي ونادي غيتزهد وStokesley Sports Club F.C. ‏ ووست أوكلاند تاون ‏.

## وصلات خارجية
- ستيوارت وايز على موقع قاعدة بيانات كرة القدم.إي يو (الإنجليزية)
- ستيوارت وايز على موقع Soccerbase.com (لاعب) (الإنجليزية)